# Hohenlochau
Hohenlochau ist ein Ortsteil der Ortschaft Leitzkau der Stadt Gommern im Landkreis Jerichower Land in Sachsen-Anhalt, Deutschland.

## Geographie
Der Ortsteil Hohenlochau liegt 0,8 km von Leitzkau entfernt.
Hohenlochau liegt etwa 100 Meter über dem Meeresspiegel auf einem südwestlichen Hochplateau des Flämings und ist von landwirtschaftlichen Flächen umgeben. Naturräumlich gehört der Ort zum Zerbster Land, einer ackergeprägten offenen Kulturlandschaft und 536 km² großen Haupteinheit der übergeordneten Haupteinheitengruppe des Fläming im norddeutschen Tiefland. Das Zerbster Land bildet die Südwestabdachung des Flämings zur Elbe und gehört zum Einzugsgebiet dieses Flusses.
Nördlich des Ortes verläuft die Landstraße 56 Leitzkau–Loburg.

## Geschichte
Mit der Eingemeindung von Leitzkau nach Gommern am 1. Januar 2005 wurde auch Hohenlochau ein Teil der Stadt Gommern.